# ハダサー医療従事者虐殺事件
ハダサー医療従事者虐殺事件（ハダサーいりょうじゅうじしゃぎゃくさつじけん、英語: Hadassah medical convoy massacre）は、1948年の第一次中東戦争の間、イスラエル建国宣言のおよそ一ヶ月前、デイル・ヤシーン事件の数日後に発生した事件のことである。デイル・ヤシーン事件の報復との捉え方もある。当時、パレスチナはイギリスの委任統治下であった。

## 概要
1948年4月13日、非武装のユダヤ人医師、看護婦、教授、講演者たちからなる一行が10台の車両に分乗してエルサレムのスコプス山にあるヘブライ大学のハダサー病院に向かう途中で、アラブ人の非正規軍によって引き起こされた。
一行がシェイフヤラでアミーン・アル・フサイニーの所有する建物のある場所に差し掛かったとき、地雷が爆発し、10台のバスが立ち往生させられた。バスが停止したのを見ると、テロリストは四方から一斉に発砲を開始した。
護衛に当たっていたジャック・チャーチル他12名が反撃を行っていたが、イギリス軍は数時間の間介入を拒否し、パルマッハによる救出の試みは失敗した。バスには6、7時間にわたって銃弾が浴びせられ続け、その銃撃は最後にイギリス軍によって停止させられた。
およそ77名の病院関係者が虐殺され、数台の車両が破壊された。ハダサー病院の院長ハイム・ヤスキー博士（Khaim Yassky, 1896年 キシナウ - 1948年）、癌研究の権威ボナヴェントゥーラ博士らが死亡した。

## 参考資料
- Larry Collins and Dominique Lapierre, "O Jerusalem!", History Book Club, 1972.
- Jacques de Reynier, A Jerusalem un drapeau flottait sur la ligne de feu.
- 「イスラエル建国物語」（ミルトス）